# 불가능의 삼각정리
불가능의 삼각정리(不可能- 三角定理, 영어: impossible trinity, impossible trilemma, Unholy Trinity)는 먼델-플레밍 모형의 중요한 정책점 시사점이다.

## 정의
불가능의 삼각정리란 환율의 안정, 통화정책의 독립성, 자본이동의 자유화 등 개방경제의 3가지 목표는 동시에 모두 달성하는 것은 불가능하며 따라서 이 3가지 목표 중에서 적어도 어느 하나는 포기해야 하는 현상을 말한다.

## 설명
먼델-플레밍 모형에 따르면 환율을 안정시키기 위해서는 고정환율제도를 선택해야하지만 그 대신 통화정책의 독립성을 포기해야 한다. 왜냐하면 고정환율제도를 선택하게 되면 중앙은행이 시행하는 통화정책에 효과가 없기 때문이다. 하지만 변동환율제도를 선택하게 되면 환율의 안정은 포기하는 대신 중앙은행이 시행하는 통화정책이 효과를 가지게 된다.
환율의 안정이란 무역과 성장을 위해 환율의 변동성을 줄이는 것을 말하고, 통화정책의 독립성이란 대내목표(완전고용, 물가안정 등)를 달성하기 위해 탄력적으로 통화정책을 수행하는 것을 말한다. 자본이동의 자유화란 국제적인 자원배분의 효율성을 제고하기 위해 자본시장을 개방하는 것을 말한다.

## 발달단계

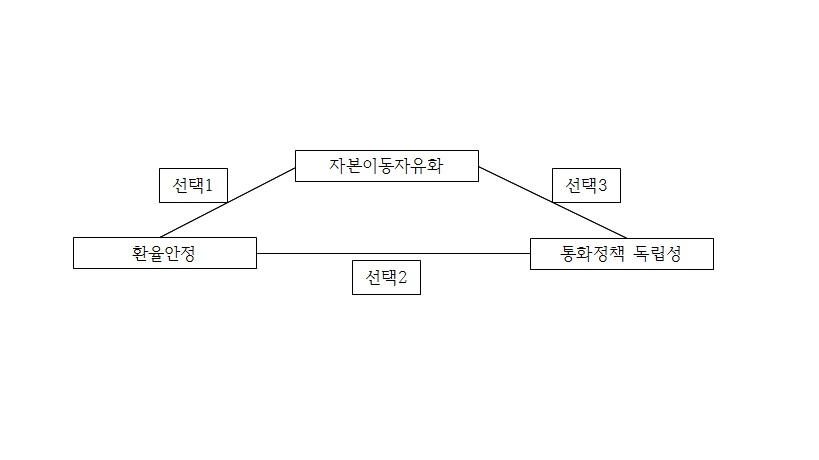
불가능의 삼각정리

선택1: 환율의 안정, 즉 고정환율제도의 채택 및 자본이동 자유화 허용, 통화정책의 독립성 포기
선택2: 환율의 안정, 즉 고정환율제도의 채택 및 통화정책의 독립성 확보,자본이동 자유화 포기
선택3: 자본이동 자유화 및 통화정책의 독립성 확보, 환율안정, 즉 고정환율제도 포기, 변동환율제도의 채택
선택1->선택2->선택3은 역사적인 발달 단계이다.

### 통화정책의 독립성 포기
1870~1914년과 1919~1939년의 국제 금 본위제 시기에는 통화가치의 기준을 금의 양에 둔 시기로 통화량이 금보유량에 비례한다. 이 시기에는 고정환율제도로 환율이 안정되고 상대적으로 자본이동이 자유로운 반면 통화정책의 독립성이 없었기 때문에 경기변동에 대한 탄력적인 통화정책을 수립할 수 없었다. 이것을 IS-LM-BP곡선으로 설명하면 중앙은행이 통화량을 늘리게 되면 시중에 통화가 많아져 환율이 상승하게 된다. 이렇게 되면 외국으로 자본이 유출되고 국제수지는 적자가 된다. 따라서 중앙은행은 고정환율제도를 선택했기 때문에 환율을 하락시켜야 한다. 그 결과 시중에 통화를 줄이게 되고 이는 통화량을 증가시키는 금융정책이 아무런 효과가 없게 된다.

### 자본이동 자유화 포기
1945년 제2차 세계 대전 이후부터 1973년까지의 브레턴우즈 체제에는 금본위제도로의 복귀가 실패하고 고정환율제도를 채택하게 된다. 이 시기는 환율의 안정과 통화 정책의 독립성을 확보하는 대신 자본 이동을 통제하였다. 하지만 1971년 베트남 전쟁 이후 대규모 재정 지출을 한 미국이 금태환을 포기하면서 브레턴우즈 체제가 붕괴되기 시작하면서 이내 고정환율제도는 막을 내리게 된다.

### 고정환율제도 포기
1973년 이후 현재까지의 변동환율제도 시기는 제2차 세계 대전 이후 1960년대에 이르러 선진국을 중심으로 점차 자본시장이 개방됨에 따라 자본이동이 급격히 확대 되자 더 이상 자본 이동을 통제하는 선택2는 지탱할 수가 없게 되고, 1973년 변동환율제도로 이행하여 오늘날까지 이어지고 있다.

## 실증연구
로즈(Rose, 1996)는 불가능의 삼각정리가 존재하는 것에 대한 충분한 통계적 증거를 확인하지 못하고 있는 반면에 옵스트펠트, 샘바우 그리고 테일러(Obstfeld, Shambaugh and Talor, 2005)는 불가능의 삼각정리의 존재를 확인하고 있다.

## 같이 보기
- 변동 환율제
- 먼델-플레밍 모형
- 트리핀 딜레마